# エディー・ルービン
エディー・ルービン（Eddie Rubin, 出生名：Edward Donald Rubin, 1935年1月26日 - 2014年4月24日）は、アメリカ合衆国オハイオ州出身のドラマー。彼のレパートリーにはロック、ジャズ、ポップ、R＆B、フォーク、ブルースが含まれていましたが、ジャズのドラムを好む傾向がありました。ルービンは、1950年代、1960年代、1970年代のアーティスト、ニール・ダイアモンド、ビリー・ホリデー、ダイナ・ワシントン、ジョニー・リバース、デクスター・ゴードン、オーネット・コールマン、ポール・リヴィア・アンド・ザ・レイダーズ、ドン・ランディなどのパフォーマンスとレコーディングで最も有名です。   

## 生涯
1935年1月26日、オハイオ州クリーブランドに生まれる。10歳で母親とカリフォルニア州ロサンゼルスのベニスに引っ越す。10歳のときルービンのドラムとパーカッションへの関心は、両親のキッチンで箱を叩き、鍋やフライパンでリズムを演奏することから始まり、発展しました。彼の両親は5歳の時にドラムレッスンを受け、自宅で非公式にドラムを演奏する娯楽を数年間続けた後、ルービンは中学に入学してバンドのクラスに参加し、カリフォルニア州ベニスのベニス高校に通ったときに中学と高校でバンドのクラスを続けました。彼はまた、中学校から友人と結成したロックバンドで演奏し、高校でギグの外で演奏を始めました。フレディ・グルーバーに師事　彼はチャーリー・パーカーとディジー・ガレスピーと共演し、伝説のドラマーバディ・リッチと親しい友人であった、非常に尊敬されているドラム教師でジャズドラマーです。
1950年代
1953年にベニス高校を卒業後、ルービンは大学に入学して音楽を学びました。彼は地元のコミュニティカレッジで数年間、パフォーミングアーツとミュージシャンシップのコースを受講し、その後辞めて、ドラマーになることを決意しました。ルービンは、地元のさまざまなクラブでバンドとのギグを行うドラマーとしてキャリアを始め、数年の間に徐々に音楽業界やミュージシャンの間で評判を高めていきました。1958年、ルービンはベーシストの伝説のスコット・ラファロと出会い、2人は一緒にギグをしました。 ビル・エヴァンス・トリオとの仕事で最もよく知られ、最終的にオーネット・コールマンのベーシストになったラファロは、バディ・モローのオーケストラを離れた後、1957年にロサンゼルスに定住しました。この間、ラファロはしばしばカリフォルニア州ハーモサビーチの有名なジャズクラブであるザ・ライトハウスの公演に参加していました。ルービンとラファロが出会ったのはここライトハウスです。今日はほとんど知られていませんが、ルービンとラファロのギグは最近、Jade Visions  という本に記録されました。ラファロの姉妹ヘレネ・ラファロによって書かれました。数年後、ラファロは自動車事故で亡くなったため、ルービンはラファロを短時間しか知りませんでしたが、ラファロの卓越したベース演奏を常に賞賛し、思い出していました。ジェイドヴィジョンズの本に含まれる2007年8月6日の電話インタビューで、ルービンは次のように述べています。「スコッティは名手でした。彼のようにベースを弾いた人はいなかった。」
1960年代
1962年、ルービンはドン・ランディ・トリオのバンド・メンバーとしてランディと仕事をし、一緒にアルバム「ラスト・ナイト」を録音しました。そして1963年12月にリリースされました。1963年ジョニー・リバースは、エディー・ルービンがシェリーのラウンジでドン・ランディ・トリオと一緒に座って自分のパフォーマンスを見ているのを知り、彼に連絡しました。その後クラブ ウィスキー・ア・ゴーゴーのハウスバンドのメンバーになりました。エディーとジョニーは1964年にライブアルバム「At The Whiskey A Go Go」をリリースしゴールドディスクを受賞しました。シングル「メンフィス」もゴールドシングルを受賞しました。2番目のライブアルバム「Here We a Go Go Again！」は1964年4月にリリースされ、ヒットシングル「メイベリン」が含まれています。
1970年代      
1969年から1971年にかけて、エディ・ルービンは歌手でソングライターのニール・ダイアモンドと共演し録音しました。全国ツアー時のトルバトールでライブ・アルバム「Gold: Recorded Live at the Troubadour」が録音され、アルバムは1970年11月にRIAAによってゴールド認定され、最終的に2倍のマルチプラチナになりました。
後年　
1970年代後半にルービンは写真と動物への愛着という関心を追求しました。彼は妻のダイ・レオンと力を合わせ、二人ともアメリカンケネルクラブ（AKC）のドッグショーで写真を撮り始めました。レオンとの離婚後、ルービンはアメリカンケネルクラブの写真家として働き続け、ルービンは2番目の妻であるサンドラ・ロイヤルと出会いました。彼にはサンドラとの3番目の子供、ブライアン・ロイヤル・ルービンがいました。2003年後半までプロの写真家として活躍しました。2014年4月24日、エディ・ルービンは79歳でカリフォルニア州ベニスビーチの自宅で心不全で亡くなりました。

## 作品
参考IMDb

### アルバム
- ドン・ランディ・トリオ 『Last Night』1963年
- ジョニー・リバース　『At the Whisky a Go Go』1964年
- ジョニー・リバース『Here We a Go Go Again!』1964年
- ジョニー・リバース　『John Lee Hooker』1964年
- ジョニー・リバース　『Maybellene』1964年
- ジョニー・リバース　『Non Stop Dancing At The Whisky A Go-Go』1965年
- ビリー ・リー  ・ライリー (Billy Lee Riley) 『Whisky a Go Go Presents Billy Lee Riley』1965年
- ジョニー・リバース  『Whisky A Go-Go Revisited』1967年
- ニール・ダイヤモンド『Gold: Recorded Live at the Troubadour』1970年
- Various『MUH Vol. 1 Live Aus Dem Musikalischen Unter Holz In München (LP)』1979年
- Sharon Redd    『Love How You Feel』1983年
- ジョニー・リバース　『Totally Live at The Whisky a Go Go』1994年
- ニール・ダイヤモンド『In My Lifetime』1996年
- The Yellow Balloon, 『The Yellow Balloon』1998年
- Richelle 『Love Insurance』2000年
- ニール・ダイヤモンド『Play Me: The Complete Uni Studio Recordings...Plus!』2002年
- ニール・ダイヤモンド『Stages: Performances 1970-2002』2003年
- Various『Bar Jazz』2006年